# Spisak likova iz serije Bleach
 (ブリーチ ) je japanska manga koju je stvorio crtač i scenarista Tite Kubo (久保 帯人 ). BLEACH je neprekidno objavljivan u japanskoj manga antologiji Weekly Shōnen Jump od 2001, i njenom američkom parnjaku Shonen Jump magazinu od novembra 2007. Dobio je nagradu Shogakukan Manga Award za shōnen čitaoce 2005, i jedna je od najprodavanijih mangi u Japanu i Americi.

## Glavni likovi

### Grad Karakura
Ičigo Kurosaki
Ičigo Kurosaki (黒崎 一護, Kurosaki Ichigo) je glavni junak ove priče. Serija počinje kada Ičigo, koji može da vidi natprirodna bića, upozna Rukiju Kučiki koja je bila primorana da Ičigu da svoje moći, kako bi ispunila dužnost šinigamija. Ičigo prihvata njene moći, ne sluteċi koji će ga poslovi čekati kao dužnost šinigamija. Ičigo ċe morati da štiti ljude od zlih duhova (hollows) i da šalje dobre duše (duhove) u zagrobni život zvan Društvo Duša (Soul Society).
Rukija Kučiki
Rukija Kučiki (朽木 ルキア, Kuchiki Rukia) je šinigami kojoj je dodeljena dužnost istrebljivanja zlih duhova u Ičigovom rodnom gradu (Karakura Town). Iako fizički izgleda kao tinejdžer, ona je zapravo deset puta starija od Ičiga. Na početku priče, Rukija je primorana da prenese svoje moći Ičigu i privremeno živi kao običan čovek. Prijavljuje se u lokalnu srednju školu, naseljava se u Ičigov orman i počinje da ga uči da bude njen zamenik.
Orihime Inoue
Orihime Inoue (井上 織姫, Inoue Orihime) je Ičigova vršnjakinja koja se kasnije zaljubljuje u njega. Ona je siroče, pošto je sa 3 godine njen stariji brat Sora napustio njihov dom zbog zlostavljanja od strane roditelja, poveo nju sa sobom i samostalno je odgajio. Kasnije, kada je Orihime bila u osnovnoj školi, Sora je nastradao u nesreći. Iako u početku nema spiritualne moći, s vremenom počinje da biva svesna svojih sposobnosti, jedna od njih je da izmenjuje stvarnost.
Jasutora "Čed" Sado
Jasutora Sado (茶渡 泰虎, Sado Yasutora), poznatiji kao Čed (チャド, Chado), je jedan od Ičigovih drugara u školi. On je učenik japansko/meksičkog porekla koji se ističe visinom među svojim vršnjacima. Uprkos svom zastrašujućem izgledu, on je blage naravi i izbegava sukobe. Čed u početku nije svestan prisustva duhova, ali to se ubrzo menja kada pokuša da zaštiti Ičigovu sestru, Karin, i njene drugove od zlog duha. Otkriva sposobnost kojom ojačava svoju desnu ruku, omogućavajući mu da se bori protiv duhova. Kasnije razvija mogućnost da puca iz svoje desne ruke i otkriva da njegova leva ruka skriva snažne napadačke moći.
Uriju Išida
Uriju Išida (石田 雨竜, Ishida Uryū) je Kvinsi, potomak strelaca sličnih sveštenicima koji se bore protiv zlih duhova, koji su istorijski neprijatelji šinigamija. On je neprijateljski nastrojen prema svim šinigamijima, uključujući Ičiga, i on je početni protivnik u priči. Vremenom on menja mišljenje o Ičigu i postaje njegov značajan saveznik i prijateljski suparnik.
Kiske Urahara
Nekadašnji kapetan 12. divizije Formacije 13 zaštitnih odreda i šef tehnološkog biroa, a pre toga seat officer u 2. diviziji i kom. kažnjeničke čete u okviru Onmickidoa, sada vlasnik prodavnice šinigami uređaja, poznat po nadimku „Kapa Sandala, zbog svog načina odevanja. Jedan od najbitnijih likova u serijalu i prvi Ičigov trener.
Uglavnom ima savetodavnu ulogu kao najinteligentniji lik i gleda da se drži pozadine i senke, ali na kraju dolazi na bojno polje i uz pomoć posebnog pečata zatvara glavnog negativca, Aizena. Ima veoma dobar odnos sa Ičigom i njegovim ocem, takođe nekadašnjim šinigami kapetanom.
Joruiči Šihoin
Uraharina najbolja prijateljica, bivša poglavarka Šihoin klana, jednog od 4 najveća šinigami klana, komandantkinja 2. divizije 13 zaštitnih odreda i tajne šinigami jedinice Onmickido (Tajne operacije). U prvoj sagi bila je vodič Ičigu i njegovim prijateljima u Društvo duša. Poznata pod nadimkom Boginja Bleska, jer se najbrže kreće od svih likova iz serije. Može da poprimi oblik crne mačke, i tada ima dubok muški glas, što je mnoge na početku serije navelo da pomisle da je muško.
Išin Kurosaki
Ičigov otac, ranije poznat kao Išin Šiba, nekadašnji kapetan 10. divizije, sada doktor u gradu. Ispod maske čoveka koji radi svojih ćerki često pravi budalu od sebe krije se daleko ozbiljnija figura. Veoma dobar prijatelj sa Uraharom. Sa Ičigom ima jako čudan odnos :stalno ga „trenira" tako što ga fizički napada, ali ipak i te kako brine za Ičiga, i u bici protiv Aizena mu se pridružuje i uči ga ultimativnoj tehnici njihovih mačeva.
Karin i Juzu Kurosaki
Ičigove sestre. Njih dve su dvojajčane bliznakinje koje izgledaju kao dve strane iste medalje; Karin ima crnu kosu na oca i više se ponaša kao Ičigo i Išin, dok Juzu ima svetlo plavu kosu na majku i na nju se daleko nežnije ponaša.

## Formacija 13 zaštitnih odreda (Gotei 13)
Genrjusај Šigekuni Jamamoto
Komandant 1. divizije formacije i kapetan komandant formacije već 1000 godina. Veoma ozbiljan i star čovek, poseduje najjači vatreni mač Ryuujin Jakka.
Soj Fon
Kapetanica 2. divizije i komandantkinja Onmickidoa, nasledila obe pozicije od Joruiči, kojoj je bila telohranitelj i učenica. Poštovanje prema njoj zamenila je mržnjom, što će se videti u borbi protiv Joruiči, ali posle borbe odbacuje svoju mržnju. Kasnije viđena u borbi protiv Aizena i njegove armije Arankara.
Gin Ičimaru
Jedan od najtajanstvenijih likova. Nikad ne skida osmeh s lica, bez obzira na svoje stvarno raspoloženje. Kao dete se zakleo da će ubiti Aizena jer mu je povredio najbolju drugaricu, zbog čega se ubacuje kod njega. Napušta formaciju i odlazi sa Aizenom u Hueko Mundo (svet Hollow duhova). U konačnoj borbi protiv Aizena, testira Ičiga da vidi da li je dovoljno jak da ubije Aizena, i savetuje ga da ode. Posle toga bezuspešno pokušava da ubije Aizena, posle čega biva ubijen. Pred smrt pogleda Ičiga koji se vratio iz Dangai međjusveta i konstatuje da sada ima više snage u očima i da može da mu prepusti ostalo.
Kira Izuru
Poručnik 3. divizije. Odanost Ičimaruu kasnije zamenjuje prezirom. Pomoću svog mača (Wabisuke) može da oteža protivničke mačeve.
Recu Unohana
Kapetanica 4. divizije. Poznata kao veoma vešta lekarka. Uglavnom se drži van borbe. U vreme borbi protiv Aizenove armije poslata je u Hueko Mundo.
Kasnije sa Ičigom odlazi u lažni Karakura grad i usput obnavlja njegov rejacu (duhovnu energiju).
Soske Aјzen
Glavni antagonista u seriji. Pomoću kristala poznatog kao Hogyoku stvara moćnu armiju Arankara. Njegov cilj bio je da postane nadbiće, stvori kopiju kraljevog ključa i postane novi Spirit king (kralj duhova). Kontrolisao ceo Ičigov život. Zarobljen od strane Urahare, posle čega je osuđen na 20.000 tamnice. Pomoću svog mača (Kyoka Suigetsu) hipnotisao je ljude i manipulisao njima, prikazujući se kao dobar i pošten, čime je mnoge prevario.
Bjakuja Kučiki
Kapetan 6. divizije i poglavar klana Kučiki, jednog od 4 najjača šinigami klana. Usvojio Rukiju i prihvatio je kao svoju sestru, kao uspomenu na njenu sestru koja mu je bila žena. Kada je Rukija uhapšena, odlučio je da poštuje zakon i lično ju je uhapsio, ali posle borbe sa Ičigom spašava je od smrti stajući na put Ičimaruovom maču. Kasnije, u vreme borbi protiv Aizenove armije ponovo će je spasti.
Renđi Abaraj
Poručnik 6. divizije. U početku glavni Ičigov rival, kasnije jedan od najboljih prijatelja. Rukijin prijatelj iz detinjstva. Posle borbe sa Ičigom odlučuje da spase Rukiju. Kasnije viđen u borbi protiv Aizenove armije.
Sađin Komamura
Kapetan 7. divizije. Neobične pojave jer je čovekoliki vuk. Prezire Aizena i svog bivšeg najboljeg prijatelja Tosena, zbog izdaje, ali odlučučje da otvori oči Tosenu.
Šunsuj Kjoraku
Kapetan 8. divizije. Iako vrlo lenj i skoro redovno pijan, poznat kao odličan borac. Zajedno sa Ukitakeom je jedini šinigami kapetan koji je direktno sa šinigami akademije postao kapetan. Poznat kao nepopravljivi ženskaroš.
Kaname Tosen
Kapetan 9.divizije. Odlučio da se pridruži Aizenu da osveti svoju prijateljicu koju je ubio njen suprug, koji je kao i ona bio šinigami.
Zbog toga kasnije se sukobljava sa svojim prijateljem Komamurom. Nakon borbe sa Hisagijem i Komamurom, umire od zadobivenih rana.
Šuhej Hisagi
Poručnik 9. divizije. Vrlo veran Tosenu, zbog čega se sa Komamurom zaklinje da će ga vratiti jednog dana.
Toširo Hicugaja
Kapetan 10. divizije. Najmlađi kapetan u formaciji (još je dete, zbog čega u odr. omake klipovima često dolazi do šala na taj račun, u čemu prednjači Juširo Ukitake, kapetan 13. divizije koji mu daje bombone i čokolade). Vrlo povezan sa svojom prijateljicom, poručnicom 5. divizije, Hinamori, od koje nosi nadimak Širo (belko ili sneško u bukvalnom prevodu). Poseduje najjači ledeni mač u istoriji, Hyorinmaru.
Rangiku Macumoto
Poručnica 10. divizije. Vrlo vesela i bezbrižna, njene velike grudi su često primer raznih komičnih situacija. Toširo je veoma često grdi zbog lenjosti, pijanstva i izbegavanja rada u kancelariji zbog čega on često mora da obavlja njene dužnosti.
Kenpači Zaraki
Kapetan 11. divizije. Verovatno najjači šinigami u formaciji posle Jamamotoa. Obožava borbu, koju prihvata kao zabavu. Želi da se bori sa Ičigom kao revanš za njihovu prethodnu borbu. Voli vrlo jake protivnike, a zbog ogromne količine rejacua koja mu omogućava vanserijsku izdrživost i veoma ubitačne napade, poznat je i kao besmrtni. U originalu nije imao ime, već je prezime Zaraki dobio po distriktu Rukongaja (civilni deo društva duša odakle je), a ime Kenpači znači „onaj koji ne umire, ma koliko da ga seku”.
Jačiru Kusađjiši
Kenpačijeva usvojena ćerka. Poručnica 11. divizije. Takođe u originalu nema ime već je ime dobila po osobi koju je Kenpači voleo, a prezime po distriktu Rukongaja odakle je. Obožava da jede slatkiše i da daje nadimke ljudima.
Ikaku Madarame
Seat officer (može se reći podoficir) 11. divizije. Sličnog mentaliteta kao Kenpači, koji ga je pobedio u borbi dok još nisu bili šinigamiji. Odbio da se kandiduje za kapetana, jer želi da umre pod Kenpačijevom komandom.
Jumičika Ajasegava
Ikakuov najbolji prijatelj. Veoma narcisoidan, ne deli ideale ostalih iz 11. divizije.
Majuri Kurocuši
Kapetan 12. divizije i šef tehnološkog biroa (zamenio Uraharu na oba mesta). Vrlo ekscentričan, sve što mu se učini zaniljivim odlučuje da istraži.
Juširo Ukitake
Juširo Ukitake (浮竹 十四郎, Ukitake Jūshirō) je kapetan 13. odreda u Gotei 13. On boluje od tuberkuloze, što mu ne omoguċava da se dugo bori ili da se previše uznemirava. On je primoran da napusti veće dužnosti kao kapetan, uprkos tome on je poštovan od strane drugih šinigamija. Juširo i njegov najbolji prijatelj Kjoraku Šunseji su najjači i najstariji kapetani obučeni pod generalom Jamamotom.
Juširov zanpakto je Sōgyo no Kotowari (双魚の理).
Kajen Šiba
Bivši poručnik 13. divizije i poglavar klana Šiba, jednog od četiri najjača šinigami klana. Veoma liči na Ičiga, što su mnogi zapazili. Rukijin nadređeni i prijatelj. Rukija je bila primorana da ga ubije kada ga je obuzeo Hollow.

## Antagonisti

### Espada
Kojot Stark
Prvi Espada. Vrlo lenj, za razliku od drugih Espada nije arogantan i poštuje svoje protivnike. Jedini Espada koji može da uradi Rezurekciju (oslobađanje svojih Hollow moći) tek kada se spoji sa svojom drugom polovinom, devojčicom po imenu Lilinet Gingerbak. Aspekt smrti mu je samoća.
Baragan Luizenbarn
Drugi Espada i najstariji od Espada. Bivši kralj Hueko Mundoa, Zakleo se da će se osvetiti Aizenu. Može da kontroliše vreme. Aspekt smrti mu je starenje.
Tier Haribel
Jedina žena u Espada formaciji. Njen broj je 3. Aspekt smrti joj je žrtva.
Ulukjora Šifer
Četvrti Espada. Smatra da osećanja ne postoje, jer ih ne vidi. Svako ko mu nije zanimljiv je za njega smeće. Jedini Espada koji ima dva nivoa Rezurekcije. Prvi shvatio Orihimine moći i kidnapovao je. Jedan od Ičigovih glavnih protivnika, kojeg u početku tretira kao smeće, a kasnije ga vidi kao protivnika vrednog ubijanja. Aspekt smrti mu je praznina. U poslednjim ternucima života shvata šta su osećanja.
Noitra Gilga
Peti Espada. Ima najjači Hierro (kožu). Njegov mentalitet je sličan Kenpačijevom. Aspekt smrti mu je očaj.
Grimdžo Džagerdžak
Glavni Ičigov Arankar rival. Mrzi Ičiga jer smatra da ga Ičigo potcenjuje, ali ipak ima poštovanje prema njemu, što dokazuje željom da se bori protiv njega dok su obojica u punoj snazi, zbog čega tera Orihime da izleči Ičiga, čime dolazi u sukob sa Ulkiorom. Jedini Espada čija je sudbina neizvesna. Aspekt smrti mu je uništenje.
Zomari Lero
Sedmi Espada. Može da kontroliše očima. Pokušao da ubije Rukiju, zbog čega ga Bjakuja ubija. Aspekt smrti mu je otrovanost.
Szajel Aporo Granc
Osmi Espada. Naučnik i istraživač, po mentalitetu je sličan Majuriju, kao naučnik, i Jumičiki, kao narcis. Smatra sebe savršenim bićem, jer može da se rodi iz protivnikovog tela. Aspekt smrti mu je ludilo.
Aroniro Arurueri
Deveti Espada. Jedini Espada Menos klase (ostali su Vasto lorde i Adjukas klasa). Protiv Rukije uzeo oblik Kajena Šibe. Aspekt smrti mu je pohlepa.
Jami Rijalgo
Deseti Espada. Jedini može da raste sa većom količinom besa. Kada uradi Rezurekciju, postane broj 0. Vrlo nasilan. Njegov aspekt smrti je bes.

## Spoljašnje veze
- Zvanični vebsajt Архивирано на веб-сајту  (5. фебруар 2011) (језик: јапански)
- Zvanični studio Pierrot BLEACH vebsajt (језик: јапански)
- Zvanični TV Tokyo BLEACH vebsajt Архивирано на веб-сајту  (20. јул 2014) (језик: јапански)
- Zvanični Viz Media BLEACH vebsajt (језик: енглески)